# Franpipe
Franpipe is een pijplijn voor het transport van aardgas tussen Noorwegen en Frankrijk. De pijplijn ligt volledig in zee, op de Noordzeebodem. Het Noorse Gassled is de eigenaar en Equinor voert het technisch onderhoud uit.
De Franpipe ligt tussen het platform Draupner E en Duinkerke. Draupner E is transporthub en staat in 70 meter diep water. Op dit platform wordt het transport van gas geregeld, de kwaliteit van het gas gecontroleerd, van hieruit kan onderhoud worden gepleegd en kan het gas naar diverse bestemmingen worden gestuurd, waaronder Duinkerke. Het gas komt van de Noorse gasvelden Schleipner en Troll. 
De pijplijn is 840 kilometer lang en heeft een diameter van 42 inch. De aanleg vergde een investering van 9,4 miljard Noorse kroon. De pijplijn heeft een geschatte technische levensduur van 50 jaar.
Het gas komt in Duinkerke aan land en de ontvangstterminal is voor 65% in handen van Gassled en de rest is in handen van de Franse partner ENGIE.
De Franpipe ligt grotendeels parallel aan de Zeepipe die in Zeebrugge aan land komt. 
a